# Thomas A. Hendricks
Thomas A. Hendricks (Zanesville, 1819. szeptember 7. – Indianapolis, 1885. november 25.) az Amerikai Egyesült Államok szenátora (Indiana, 1863–1869).